# Roland Königshofer
Roland Königshofer (ur. 24 października 1962 w Neunkirchen) – austriacki kolarz torowy i szosowy, dziesięciokrotny medalista torowych mistrzostw świata.

## Kariera
Pierwszym sukcesem w karierze Rolanda Königshofera było zdobycie srebrnego medalu w wyścigu ze startu zatrzymanego amatorów podczas mistrzostw świata w Bassano w 1985 roku. W wyścigu tym uległ jedynie Włochowi Roberto Dottiemu, a na dwóch kolejnych mistrzostwach: w Colorado Springs 1986 i Wiedniu 1987 zdobywał brązowe medale w tej samej konkurencji. W 1988 roku wystartował na igrzyskach olimpijskich w Seulu, gdzie w drużynowym wyścigu na dochodzenie był szesnasty, a rywalizację w wyścigu punktowym zakończył na dwunastej pozycji. W tym samym roku zdobył srebrny medal w wyścigu ze startu zatrzymanego amatorów na mistrzostwach świata w Gandawie, przegrywając tylko z Włochem Vincenzo Colamartino (został on zdyskwalifikowany, jednak Austriakowi nie przyznano złotego medalu). Następnie Königshofer zdobył trzy złote medale z rzędu w swej koronnej konkurencji: na mistrzostwach w Lyonie w 1989 roku, mistrzostwach w Maebashi w 1990 roku i mistrzostwach w Stuttgarcie w 1991 roku. Na mistrzostwach świata w Walencji w 1992 roku był trzeci za Niemcem Carstenem Podleschem i Włochem Davidem Solarim. Po zlikwidowaniu kategorii amatorów w 1992 roku Austriak rywalizował w kategorii elite, zdobywając srebrne medale na mistrzostwach świata w Hamar w 1993 roku i rozgrywanych rok później mistrzostwach świata w Palermo. W pierwszym przypadku zwyciężył Duńczyk Jens Veggerby, a w drugim najlepszy był Podlesch. W 1996 roku Roland zakończył karierę.
Jego brat Thomas również był kolarzem.